# Jozef van Wissem

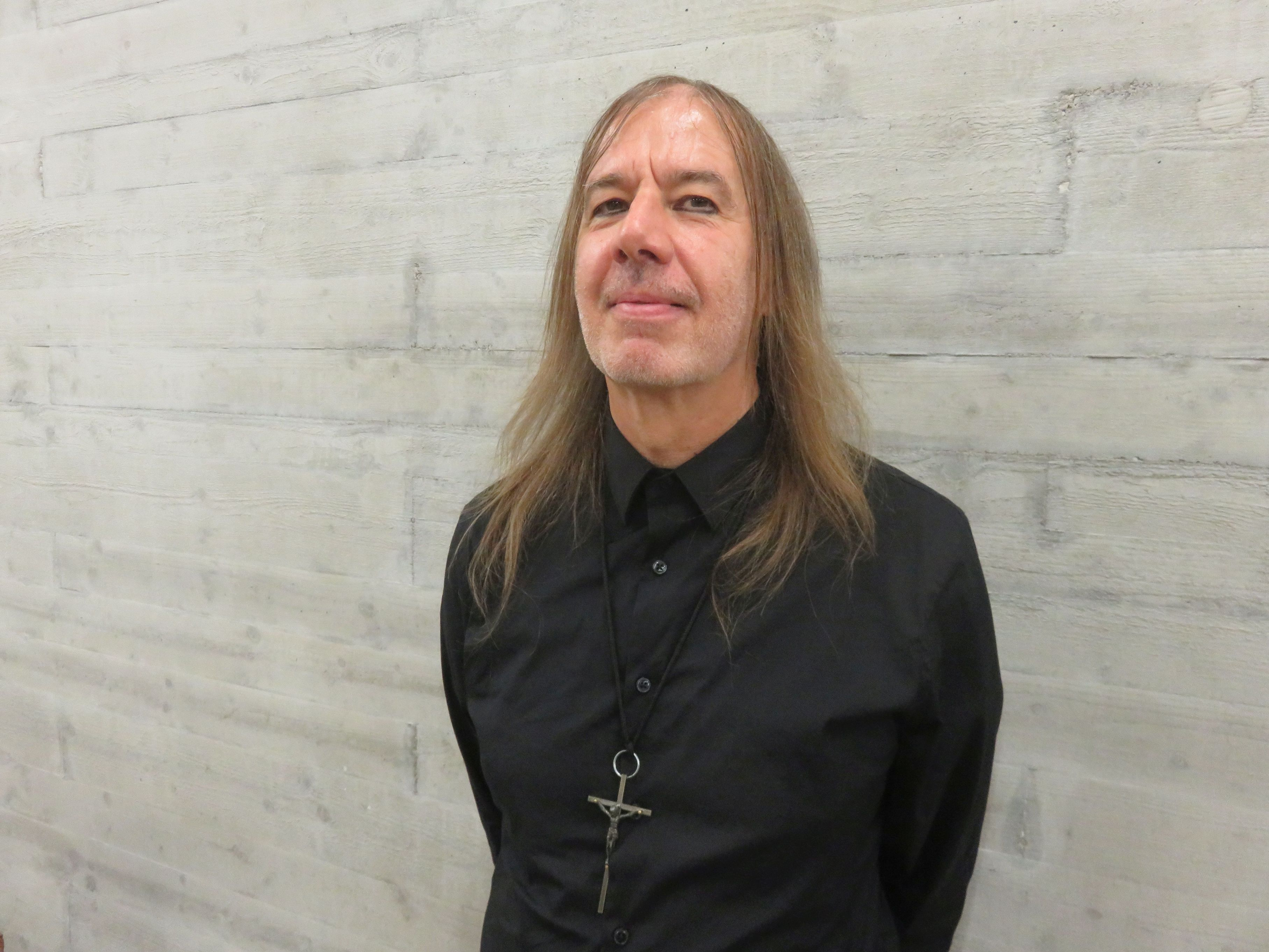
Jozef van Wissem (2021)

Jozef van Wissem (* 1962 in Maastricht) ist ein niederländischer Lautenspieler und Komponist. Er ist vor allem an der Schnittstelle zwischen barocker Lautenmusik und moderner Avantgarde tätig. Die Titel seiner Lieder haben oft einen christlich-mystischen Anklang. 

## Karriere
Van Wissem lernte als Kind zunächst klassische Gitarre, später studierte er Laute bei Pat O’Brien, einem bekannten Gitarristen und Lautenlehrer in New York. Er wurde bekannt durch seine Zusammenarbeit mit Jim Jarmusch, mit dem er im Duo zwei Alben aufnahm. 2013 wurde sein Soundtrack zu Jarmuschs Film Only Lovers Left Alive beim Filmfestival in Cannes ausgezeichnet. Van Wissem lernte Jim Jarmusch in New York City zufällig auf der Straße kennen, als ihm Jarmusch dort auf dem Bürgersteig entgegenkam, woraufhin van Wissem den Filmregisseur spontan in ein Gespräch verwickelte und ihm eine seiner CDs schenkte, die der holländische Lautenspieler bei sich trug. Einige Wochen später schickte ihm Jim Jarmusch eine E-Mail mit dem Angebot, gemeinsam einige musikalische Projekte umzusetzen. Er arbeitete auch mit James Blackshaw, Maurizio Bianchi und Tilda Swinton zusammen und schrieb die Musik für das Videospiel Sims Medieval.
Jozef van Wissem lebte von 1993 bis zur Amtseinführung von US-Präsident Donald Trump in New York.

## Lauten
Nach eigenen Angaben spielt van Wissem sowohl 6- bis 10-saitige Renaissancelauten, eine mit einer Feder gespielte mittelalterliche Laute sowie 11- bis 16-saitige Barocklauten. Er nutzt auch Gitarrenverstärker, um Feedback-Effekte zu erzeugen.

## Diskografie (Auswahl)

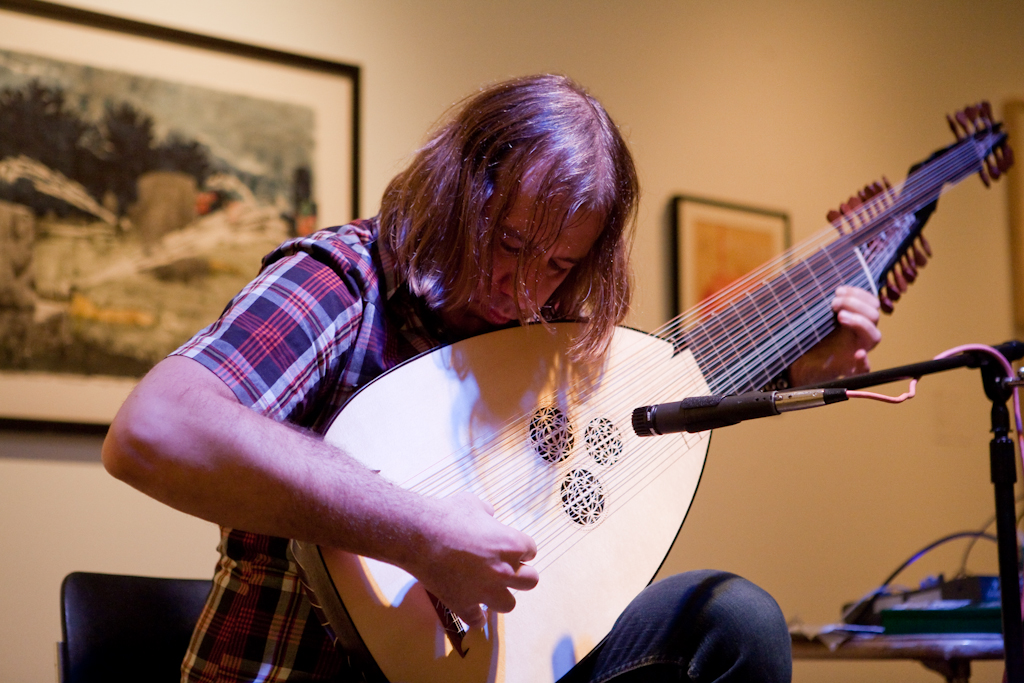
Jozef van Wissem in Mills Gallery, 2009

- 2009: Ex Patris (Important Records)
- 2009: It Is All That Is Made (Important Records)
- 2011: Concerning the Entrance Into Eternity (mit Jim Jarmusch; Important Records)
- 2011: The Joy That Never Ends (Important Records)
- 2012: Mystery of Heaven (mit Jim Jarmusch; Sacred Bones Records)
- 2013: Nihil Obstat (Important Records)
- 2014: Only Lovers Left Alive (Soundtrack zum gleichnamigen Film von Jim Jarmusch, zusammen mit SQÜRL; Naked Kiss Music)
- 2019: An Attempt to Draw Aside the Veil (mit Jim Jarmusch; Sacred Bones Records)
- 2020: Ex Mortis (Consouling Records)
- 2022: Behold! I Make All Things New (Incunabulum)
- 2022: Nosferatu – The Call Of The Deathbird (Incunabulum)
- 2024: The Night Dwells In The Day (Incunabulum)